# میتسو یاناگیماچی
میتسو یاناگیماچی (به ژاپنی: 柳町光男، Mitsuo Yanagimachi) (زادهٔ ۲ نوامبر ۱۹۴۵) کارگردان و فیلم‌نامه‌نویس اهل ژاپن است.